# Edmund Lawrence
Edmund Lawrence (ur. 14 lutego 1935) – ekonomista z Saint Kitts i Nevis, gubernator generalny od 2 stycznia 2013 do 19 maja 2015.

## Życiorys
Edmund Lawrence urodził się na wyspie Saint Kitts, gdzie rozpoczął również edukację, którą kontynuował w Wielkiej Brytanii. Jako ekonomista z wykształcenia, w 1970 był jednym z założycieli banku St. Kitts-Nevis-Anguilla National Bank (SKNANB). Przez kolejne 40 lat pracował w sektorze bankowym, awansując do stanowiska dyrektora zarządzającego SKNANB.
Pełnił również funkcję konsultanta ds. powołania banków komercyjnych na Wyspach Nawietrznych. Był niezależnym konsultantem Karaibskiego Banku Rozwoju ds. bankowości i finansów oraz konsultantem rządów w Antigui i Barbudzie, Saint Kitts i Nevis oraz w Montserracie. W 2010 został mianowany przez brytyjską królową Elżbietę II Rycerzem Komandorem Orderu św. Michała i św. Jerzego w uznaniu zasług w sektorze bankowym i finansowym.
25 grudnia 2012 premier Denzil Douglas ogłosił sukcesję na stanowisku gubernatora generalnego Saint Kitts i Nevis reprezentującego królową Elżbietę II jako głowę państwa i objęcie urzędu 2 stycznia 2013 przez Edmunda Lawrence'a, dzień po ustąpieniu po 17 latach służby publicznej 91-letniego Cuthberta Sebastiana.